# Ready, Willing and Able
Ready, Willing and Able é um filme norte-americano de 1937, do gênero comédia musical, dirigido por Ray Enright e estrelado por Ruby Keeler e Lee Dixon.
Ready, Willing and Able é um musical medíocre, lembrado apenas pela sequência, no final, em que Ruby Keeler, Lee Dixon e um grupo de moças dançam sobre uma máquina de escrever gigante, ao som de "Too Marvelous For Words", composta por Richard A. Whiting e Johnny Mercer.
O ator Ross Alexander suicidou-se antes da estreia do filme, com rasos trinta anos de idade. Apesar de ser coprotagonista, seu prestígio na Warner Bros. caíra para um patamar tão baixo que seu nome apareceu apenas em quinto lugar no elenco.

## Sinopse
Jane, colegial ingênua, com altas aspirações no show business, finge ser Jane Clarke, a famosa diva dos palcos londrinos. Seu objetivo é estrelar um grandioso espetáculo da Broadway, que está em vias de ser produzido. Os produtores Pinky Blair e Barry Granville acreditam na história e convencem um estúdio de Hollywood a financiar o projeto. De repente, a verdadeira Jane Clarke aparece e começa a processar todo mundo, a torto e a direito.

## Premiações
| Patrocinador                                  | Prêmio | Categoria          | Situação |
| --------------------------------------------- | ------ | ------------------ | -------- |
| Academia de Artes e Ciências Cinematográficas | Oscar  | Melhor Coreografia | Indicado |

## Elenco
| Ator/Atriz       | Personagem            |
| ---------------- | --------------------- |
| Ruby Keeler      | Jane                  |
| Lee Dixon        | Pinky Blair           |
| Allen Jenkins    | J. Van Courtland      |
| Louise Fazenda   | Clara Heineman        |
| Ross Alexander   | Barry Granville       |
| Carol Hughes     | Angie                 |
| Hugh O'Connell   | Truman Hardy          |
| Wini Shaw        | Jane Clarke           |
| Teddy Hart       | Yip Nolan             |
| Addison Richards | Edward McNeil         |
| E. E. Clive      | Sir Samuel Buffington |
| Jane Wyman       | Dot                   |

## Literatura
- Albagli, Fernando (1988). Tudo Sobre o Oscar. Rio de Janeiro: EBAL. ISBN 8527200155
- Filho, Rubens Ewald (2003). O Oscar e Eu. São Paulo: Companhia Editora Nacional. ISBN 8504006069